# Veronika Stepanova
Veronika Sergejevna Stepanova (Russisch: Вероника Сергеевна Степанова) (Jelizovo, 4 januari 2001) is een Russische langlaufster. Ze nam onder olympische vlag deel aan de Olympische Winterspelen 2022 in Peking.

## Carrière
Stepanova maakte haar wereldbekerdebuut op 13 maart 2021 in het Zwitserse Engadin, een dag later scoorde de Russin aldaar haar eerste wereldbekerpunten. In december 2021 behaalde ze in Davos haar eerste toptienklassering in een wereldbekerwedstrijd. Tijdens de Olympische Winterspelen van 2022 in Peking eindigde Stepanova als zevende op de sprint, samen met Joelia Stoepak, Natalja Neprjajeva en Tatjana Sorina veroverde ze de gouden medaille op de 4×5 kilometer estafette.

## Resultaten

### Olympische Winterspelen
| Jaar | Plaats | Resultaten                                 |
| ---- | ------ | ------------------------------------------ |
| 2022 | Peking | 7e Sprint (vrije stijl) · 4×5 km estafette |

### Wereldbeker
| Legenda | Legenda            |
| ------- | ------------------ |
| TdS     | Tour de Ski        |
| NO      | Nordic Opening     |
| LT      | Lillehammer Triple |
| RT      | Ruka Triple        |
| WBF     | Wereldbekerfinale  |
| STC     | Ski Tour Canada    |
| ST      | Ski Tour           |

Eindklasseringen
| Seizoen   | Algm | DI  | SP | TdS |
| --------- | ---- | --- | -- | --- |
| 2020/2021 | 117e | 86e | –  | –   |
| 2021/2022 |      |     |    | –   |

Wereldbekerzeges
| Datum           | Plaats      | Onderdeel        |
| --------------- | ----------- | ---------------- |
| 5 december 2021 | Lillehammer | 4×5 km estafette |